# LifeWatch AG
Die LifeWatch AG war ein international tätiger Anbieter von Telemedizinsystemen und Überwachungsdienstleistungen für Patienten mit Herzerkrankungen und Schlafstörungen. Das Unternehmen mit Hauptsitz in Zug war weltweit u. a. in den Vereinigten Staaten, in der Schweiz, in Mazedonien, in Indien, in Japan und in Israel tätig.
Die Unternehmensgruppe beschäftigte 544 Mitarbeitende und erwirtschaftete 2015 einen Umsatz von 106 Millionen US-Dollar. LifeWatch war an der Schweizer Börse SWX Swiss Exchange kotiert.

## Geschichte
Das Unternehmen wurde 1986 unter dem Namen Card Guard Scientific Survival Ltd. als private Aktiengesellschaft gegründet. Die operative Tätigkeit wurde 1990 aufgenommen.
1997 expandierte das Unternehmen in die Vereinigten Staaten und nach Japan. 1999 erfolgte der Börsengang an der Schweizer Börse SWX. Im Jahr darauf übernahm das Unternehmen Instromedix, eine Division von Alaris Medical Systems Inc., einem Anbieter von Telemedizin-Systemen in den USA. Im gleichen Jahr wurde LifeWatch Inc., einem US-Anbieter von Cardiac Event Monitoring, Schrittmacher und Holter Dienstleistungen aufgekauft.
2001 wurde der Geschäftshauptsitz in die Schweiz nach Neuhausen am Rheinfall, direkt bei Schaffhausen verlegt. Gleichzeitig wurde Quality Diagnostic Services (QDS), ein US-Anbieter von Cardiac Event Monitoring, erworben und mit LifeWatch zusammengelegt.
2004 unterzeichnete das Unternehmen einen Mehrjahresvertrag für eine strategische Allianz mit Samsung Electronics. Die Vereinbarung sieht vor, dass Card Guard diverse medizinische Software-Applikationen und Geräte entwickeln, herstellen und diese an Samsung Electronics verkaufen wird. Gleichzeitig schloss LifeWatch mit Guidant Corporation einen Exklusiv-Vertrag ab, zur Erbringung verschiedener Überwachungsdienstleistungen gegenüber Herzpatienten, denen Guidant ICD Defibrillatoren implantiert wurden.
Am 25. Mai 2009 hat die Generalversammlung beschlossen, die Gesellschaft in LifeWatch AG umzubenennen, um die Kommunikation auf den wichtigen Finanz- und Gesundheitsmärkten in den USA sowie in Europa zu verbessern und um die Bedeutung des Geschäftes mit den Überwachungsleistungen für chronisch kranke Patienten besser zum Ausdruck zu bringen.
2010 führte das Unternehmen NiteWatch ein, eine Schlafanalyse von Patienten mit Verdacht auf obstruktives Schlafapnoe-Syndrom.
Im Jahr 2017 entbrannte ein Bieterstreit um die Übernahme von LifeWatch zwischen der Aevis-Victoria-Gruppe und dem US-Konzern BioTelemetry, den Biotelemetry für sich entscheiden konnte. Am 12. Juli 2017 gab das US-Unternehmen die Übernahme von Lifewatch bekannt. Lifewatch wurde noch im selben Jahr dekotiert und ging in dem Unternehmen auf, das seit 2020 Philips gehört.